# Svoboda nad Úpou (železniční zastávka)
Svoboda nad Úpou je nákladiště a zastávka (někdejší železniční stanice) v jižní části města Svoboda nad Úpou v okrese Trutnov v Královéhradeckém kraji poblíž řeky Úpy. Jedná se o koncový bod na neelektrizované jednokolejné trati Trutnov – Svoboda nad Úpou.

## Historie
Stanice byla otevřena 17. prosince 1871 jakožto koncová stanice společností Rakouská severozápadní dráha (ÖNWB), která sem zavedla svou odbočnou trať z Trutnova, kam byla o rok dříve přivedena trať ÖNWB vedoucí z Ostroměře přes Starou Paku, Kunčic nad Labem a Martinice v Krkonoších. Tato trasa byla výsledkem snahy o propojení železniční sítě ÖNWB severovýchodním směrem k hranicím s Pruskem. Autorem univerzalizované podoby stanic pro celou dráhu byl architekt Carl Schlimp. Později byl k budově přistavěn přístřešek u prvního nástupiště.
Po zestátnění ÖNWB v roce 1908 pak obsluhovala stanici jedna společnost, Císařsko-královské státní dráhy (kkStB), po roce 1918 pak správu přebraly Československé státní dráhy.

## Popis
Nachází se zde jedno vnější nástupiště. V roce 2009 byl uveden do provozu dopravní terminál, který je využíván pro autobusovou dopravu, a je zároveň propojen s železničním nástupištěm, a de facto tak také nahradil již nevyužívanou historickou budovu svobodského nádraží.